# Machomyrma
Machomyrma is een geslacht van mieren uit de onderfamilie van de Myrmicinae. De wetenschappelijke naam is voor het eerst geldig gepubliceerd in 1895 door Forel. Enkel de Machomyrma dispar wordt tot dit geslacht gerekend. Machomyrma bouwt zijn nest tussen rotsen, en ondergronds.

## Soort
- M. dispar (Forel, 1895)